# Гостынин
Гостынин (пол. Gostynin) — город в Польше, входит в Мазовецкое воеводство, Гостынинский повят. Имеет статус городской гмины. Занимает площадь 32,31 км². Население 19 414 человек (на 2004 год).

## История

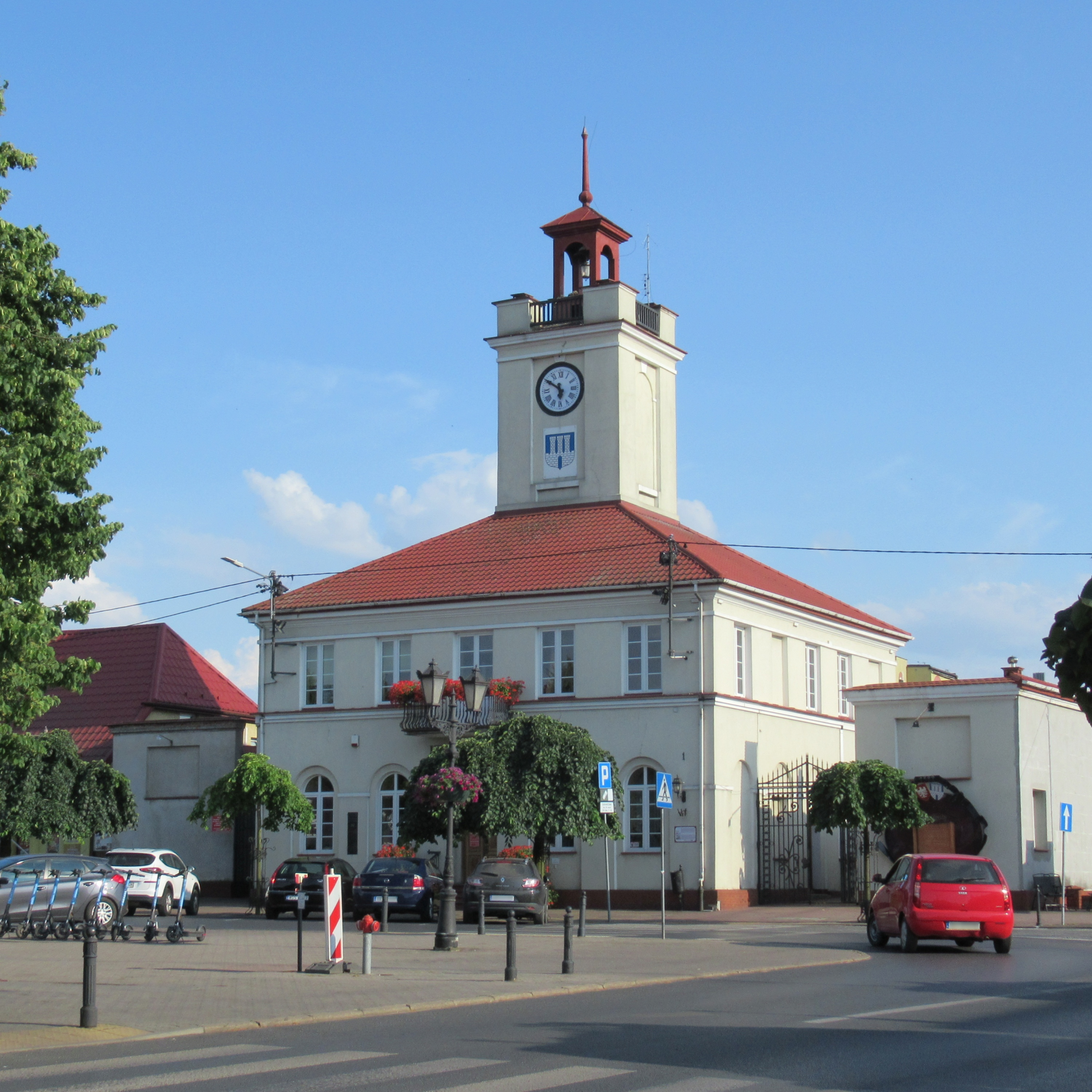
Ратуша, построенная в 1821—1824 годах

В период Смутного времени в Гостынинском замке, с июня 1611 года содержался в заключении свергнутый с престола русский царь Василий Шуйский, где и умер в сентябре 1612 года. Вместе с ним в замке содержался его брат Дмитрий Иванович (ум. 17 сентября 1612 года) с женою Екатериной Григорьевной (ум. 15 ноября 1612 года), дочерью известного опричника Малюты Скуратова. Все они были первоначально похоронены около ворот замка, а в 1620 году князья Василий и Дмитрий были торжественно перезахоронены в специально построенный Сигизмундом III мавзолее в Варшаве.
В апреле 1635 года прах трёх погребённых узников, по просьбе русского царя Михаила Фёдоровича, были перезахоронены в России.
Вероятно, что здесь же содержался и третий их брат Иван Иванович Шуйский по прозванию Пуговка (освобожден из плена в 1620 году).
Во времена Российской империи Гостынин являлся уездным городом Варшавской губернии.
В период Второй мировой войны на территории города нацисты организовали гетто. Большая часть его узников была отправлена апреле 1942 года в лагерь смерти в Хелмно.